# Lacolito

Tipos básicos de intrusiones:
1. Lacolito
2. Pequeño dique
3. Batolito
4. Dique
5. Lámina
6. Cuello volcánico, tubería
7. Lopolito
Nota: como regla general, en contraste con la chimenea volcánica ardiente, estos nombres se refieren a las formaciones rocosas completamente enfriadas y generalmente de millones de años que son el resultados de actividades magmáticas subterráneas

Los lacolitos son plutones concordantes que se forman cuando el magma instruye en un ambiente cercano a la superficie. Son similares a los sill, ya que se forman cuando el magma se introduce entre capas sedimentarias a escasa profundidad, pero a diferencia de estos, el magma que los genera es más viscoso (félsico) por lo que forma una masa lenticular que deforma los estratos superiores. Generalmente se forman a partir de magma de composición intermedia, aunque se conocen lacolitos de todas las composiciones, desde basalto pobre en sílice hasta riolita rica en sílice. Se han encontrado activos en la Tierra, en Venus y en Titán.